# Segunda estrella a la derecha
Segunda estrella a la derecha es una película dramática colombiana de 2020 dirigida por la cineasta española Ruth Caudeli. Protagonizada por Silvia Varón, Alejandra Lara, Ximena Rodríguez, Tatiana Rentería y Diana Wiswell, hizo parte de la selección oficial del Festival de Cine LGBTI de Boston y fue candidata al Premio Sebastiane Latino en el Festival de Cine de San Sebastián, ambos en 2019. En 2020 continuó su recorrido por festivales, haciendo parte del Festival Internacional de Cine de Palm Springs. En Colombia tuvo un estreno limitado, debido a las medidas de cuarentena adoptadas a raíz de la pandemia del COVID-19.

## Sinopsis
Emilia es una mujer bisexual que, a pesar de haber cumplido treinta años, se siente como una adolescente. Mientras su mejor amiga Angélica ya se encuentra preparando su boda, Emilia aún vive en el hogar de sus padres y no parece mostrar ningún interés en salir de allí. El gran cambio en la vida de Emilia llega cuando es despedida de su trabajo y debe replantearse una visión ante el mundo completamente distinta.

## Reparto
- Silvia Varón
- Lorena Castellanos
- Ximena Rodríguez
- Diana Wiswell
- Andrés Jiménez
- Gina Medina
- Tatiana Rentería
- Alejandra Lara

## Recepción
Oswaldo Osorio del diario El Colombiano alabó la dirección de Caudeli, comentando: "Una de las principales virtudes de Segunda estrella a la derecha es toda su propuesta de dirección, definida por una fotografía en blanco y negro que sigue con una cámara cercana, espontánea y nerviosa a sus personajes; y una puesta en escena intimista y realista". Justin Lowe de Hollywood Reporter afirmó que Silvia Varón le da "intensidad y enfoque al papel".